# Gentofte
Gentofte  és un municipi danès situat al nord-est de l'illa de Sjælland, a la perifèria de Copenhaguen, abastant una superfície de 25 km². Amb la Reforma Municipal Danesa del 2007 va passar a formar part de la Regió de Hovedstaden, però no va ser afectat territorialment.
El municipi consta dels districtes de Charlottenlund, Dyssegård, Gentofte, Hellerup, Jægersborg, Klampenborg, Ordrup, Skovshoved i Vangede, tots predominantment de tipus residencial.

## Consell municipal
Resultats de les eleccions del 18 de novembre del 2009:
| Partit                       | vots  | % vots |
| ---------------------------- | ----- | ------ |
| Socialdemokratiet            | 4735  | 13,7   |
| Det Radikale Venstre         | 3102  | 8,9    |
| Det Konservative Folkeparti  | 15780 | 45,5   |
| Socialistisk Folkeparti      | 3241  | 9,3    |
| Gentoftes Frie               | 56    | 0,2    |
| Nihilistisk Folkeparti       | 106   | 0,3    |
| Dansk Folkeparti             | 1550  | 4,5    |
| Gentofte-listen              | 1330  | 3,8    |
| Venstre                      | 4023  | 11,6   |
| Enhedslisten - De Rød-Grønne |       | 2,1    |

### Alcaldes
| Alcalde   | Període               | Partit                      |
| --------- | --------------------- | --------------------------- |
| Hans Toft | 1-1-2007 a 31-12-2009 | Det Konservative Folkeparti |
|           | 1-1-2010 a 31-12-2013 |                             |